# 分国
分国（ぶんこく）とは、日本の中世における1国の単位。平安時代の知行国にあたる。
平安時代中期以降の上皇や法皇、皇族の所領となった院宮御分国、源頼朝の知行国である関東御分国、南北朝時代以降の守護大名の知行した領国などが当たる。
戦国時代には、戦国大名は領内を対象とした分国法を制定して統治。